# Перелік пам'яток історії Володимира
У Володимирі Волинської області станом на 2008 р. нараховується 15 пам'яток історії.
| № п/п | Охоронний номер | Місцезнаходження пам'ятника, його адреса | Найменування пам'ятника                                                                          | Фото | Датування  | Автор                                       | Дата спорудження | Дата і № рішення облвиконкому (адміністрації), постанови Кабінету Міністрів України про взяття пам'ятника під охорону | На чиєму утриманні знаходиться     |
| ----- | --------------- | ---------------------------------------- | ------------------------------------------------------------------------------------------------ | ---- | ---------- | ------------------------------------------- | ---------------- | --- | ---------------------------------- |
| 1.    | 36              | вул. Соборна, 14                         | Будинок, в якому знаходився повітовий ревком                                                     |      | 1920       |                                             | Поч. ХХ ст.      | 360-р від 04.08.69 р.                                                                                                 | Виконкому Володимир-Волинської м/р |
| 2.    | 39              | пд.-зх. околиця міста                    | Меморіальний комплекс «Жертвам фашизму»                                                          |      | 1941-1945  | Бриж Т. М., Дзиндра Є. В., Назаркевич Я. І. | 1967             | постанова КМУ № 1761 від 27.12.01 р.                                                                                  | ВиконкомуВолодимир-Волинської м/р  |
| 3.    | 445             | вул. Незалежності                        | Могила братська воїнів російської армії                                                          |      | 1914       | Місцеві майстри                             | 1914             | 457-р від 16.10.78 р.                                                                                                 | Виконкому Володимир-Волинської м/р |
| 4.    | 299             | вул. Незалежності                        | Могила братська радянських воїнів                                                                |      | 1941       | Місцеві майстри                             | 1963             | 477-р від 28.11.75 р.                                                                                                 | Виконкому Володимир-Волинської м/р |
| 5.    | 446             | вул. Незалежності                        | Могила братська радянських воїнів                                                                |      | 1942       | Місцеві майстри                             | 1963             | 457-р від 16.10.78 р.                                                                                                 | Виконкому Володимир-Волинської м/р |
| 6.    | 301             | вул. Незалежності                        | Могила братська радянських воїнів                                                                |      | 1944       | Місцеві майстри                             | 1965             | 477-р від 28.11.75 р.                                                                                                 | Виконкому Володимир-Волинської м/р |
| 7.    | 38              | Центральна площа                         | Могила братська радянських воїнів, пам'ятник на честь радянських воїнів, партизан і підпільників |      | 1941-1944  | Затираха Н. К., Микита А. В.                | 1965             | 360-р від 04.08.69р.                                                                                                  | Виконкому Володимир-Волинської м/р |
| 8.    | 300             | вул. Незалежності                        | Ділянка братських могил радянських воїнів                                                        |      | 1944       | Місцеві майстри                             | 1957             | 477-р від 28.11.75 р.                                                                                                 | Виконкому Володимир-Волинської м/р |
| 9.    | 630             | вул. Устилузька                          | Пам'ятник на честь радянських танкістів                                                          |      | 1941       |                                             | 1982             | 142-р від 29.04.84 р.                                                                                                 | Виконкому Володимир-Волинської м/р |
| 10.   | 637             | вул. Князя Мстислава, 1                  | Будинок, в якому знаходився шпиталь, де працювала М. І. Ульянова                                 |      | 1915       |                                             | 1982             | 142-р від 29.04.84 р.                                                                                                 | Виконкому Володимир-Волинської м/р |
| 11.   | 293             | вул. І.Франка, 1                         | Будинок, в якому знаходився міськом КП(б)У і міськрада                                           |      | 1940-1941  |                                             | 20-і рр. XX ст.  | 228-р від 22.07.85 р.                                                                                                 | Виконкому Володимир-Волинської м/р |
| 12.   | 776             | вул. Незалежності                        | Могила підполковника Героя Радянського Союзу Олейника Г. М.                                      |      | 1953       |                                             | 1985             | 228-р від 22.07.85 р.                                                                                                 | Виконкому Володимир-Волинської м/р |
| 13.   | 815             | вул. Незалежності                        | Могила члена КПЗУ, голови Зарічанської с/р Стемпковського А. Ф.                                  |      | 1944       |                                             | 1989             | 88-р від 09.04.90 р.                                                                                                  | Виконкому Володимир-Волинської м/р |
| 14.   | 854             | біля педучилища                          | Погруддя А. Ю. Кримського                                                                        |      | 1871-1942  | Крвавич Д. П., Микита А. В.                 | 1991             | 265-р від 24.12.91 р.                                                                                                 | Виконкому Володимир-Волинської м/р |
| 15.   | 950             | кладовище                                | Могила братська Січових стрільців та громадян, розстріляних НКВС                                 |      | 1941; 1917 |                                             | 1991             | 265-р від 24.12.91 р.                                                                                                 | Виконкому Володимир-Волинської м/р |
| 16,   |                 | Вул. Т. Шевченка                         | Пам'ятник в'язням гетто.                                                                         |      | 1941-1944  | Ірина Дацюк                                 | 2014.04.29       | | Виконкому Володимир-Волинської м/р |

## Джерело
- Пам'ятки Волинської області